# NGC 7305
NGC 7305 је елиптична галаксија у сазвежђу Пегаз која се налази на NGC листи објеката дубоког неба.
Деклинација објекта је + 11° 42' 46" а ректасцензија 22h 32m 13,9s. Привидна величина (магнитуда) објекта NGC 7305 износи 14,1 а фотографска магнитуда 15,1. NGC 7305 је још познат и под ознакама MCG 2-57-3, CGCG 429-7, NPM1G +11.0539, PGC 69091.